# Banská Bystrica (nádraží)
Banská Bystrica je hlavní železniční stanice ve stejnojmenném městě. Ve stanici se setkávají dvě tratě, Železniční trať Zvolen–Vrútky (170) a Železniční trať Banská Bystrica – Červená Skala (172). Obě tratě jsou jednokolejné. Trať 170 je v úseku Zvolen – Banská Bystrica elektrizována soustavou 25 kV 50 Hz.

## Historie
Původní hlavní nádraží bylo postaveno v roce 1874 na trati ze Zvolena. Nacházelo se přibližně v místech dnešního Městského úřadu a sousedního bytového domu v ulici Partizánska cesta do poloviny 50. let 20. století.

V minulosti, před otevřením železničním tratě v úseku Banská Bystrica – Dolná Štubňa, začínala na tomto nádraží také dnes již neexistující místní železniční trať Banská Bystrica – Harmanec, která spojovala město s obcí Harmanec a místní papírnou.

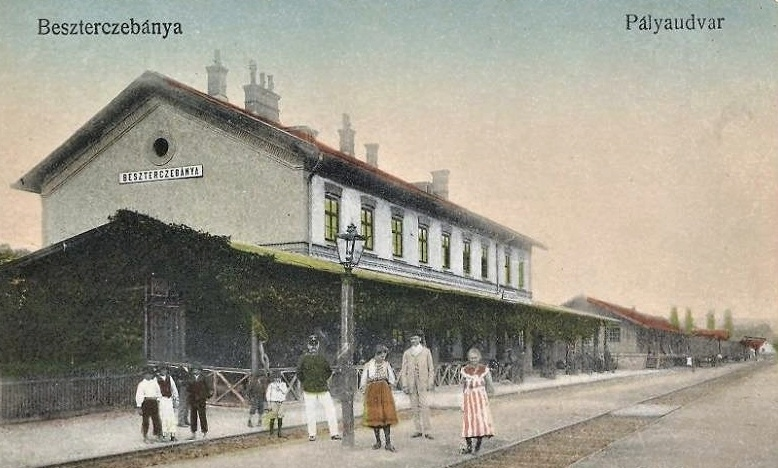
Původní železniční stanice Banská Bystrica, označovaná také jako stará stanice.
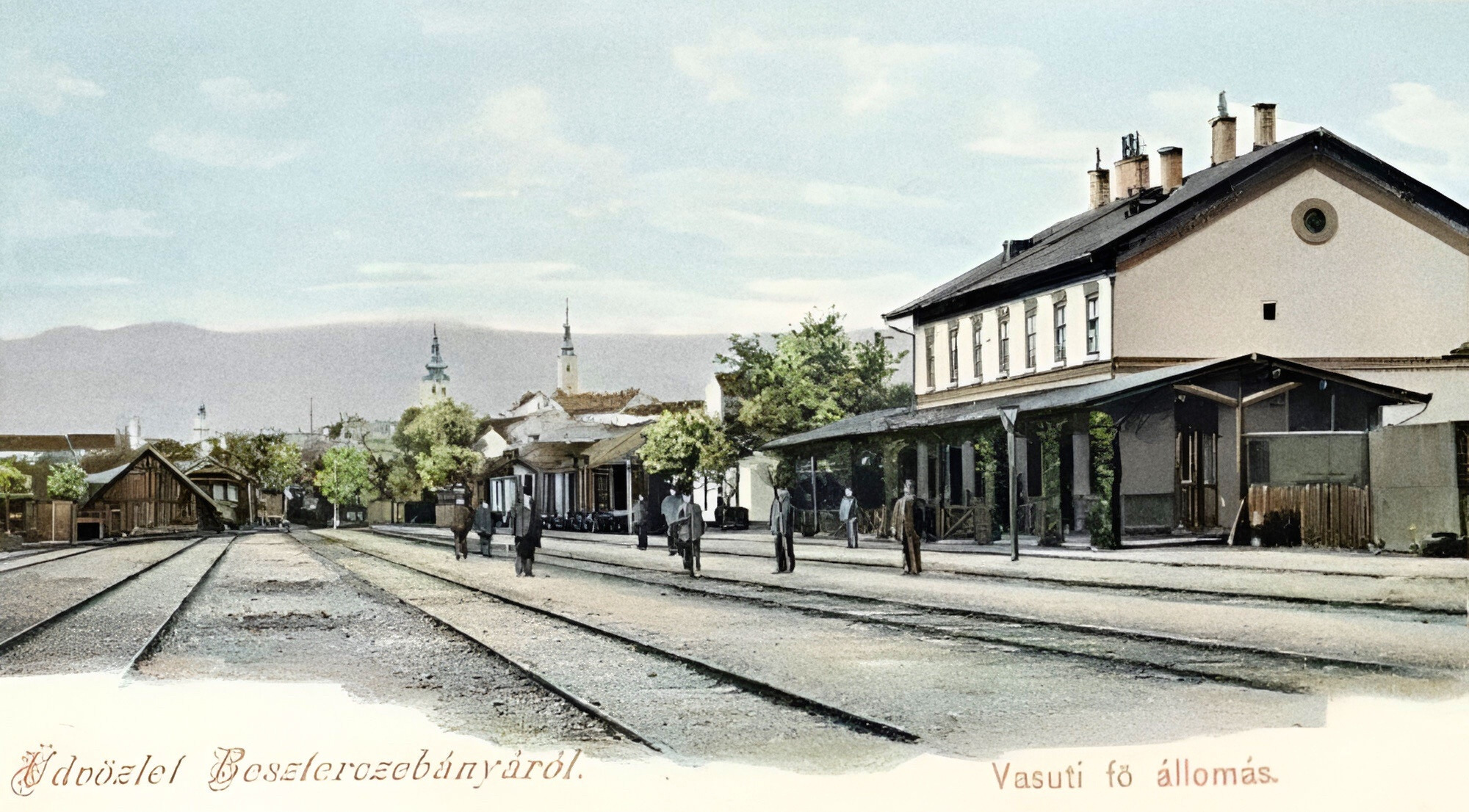
Původní železniční stanice Banská Bystrica, označovaná také jako stará stanice.
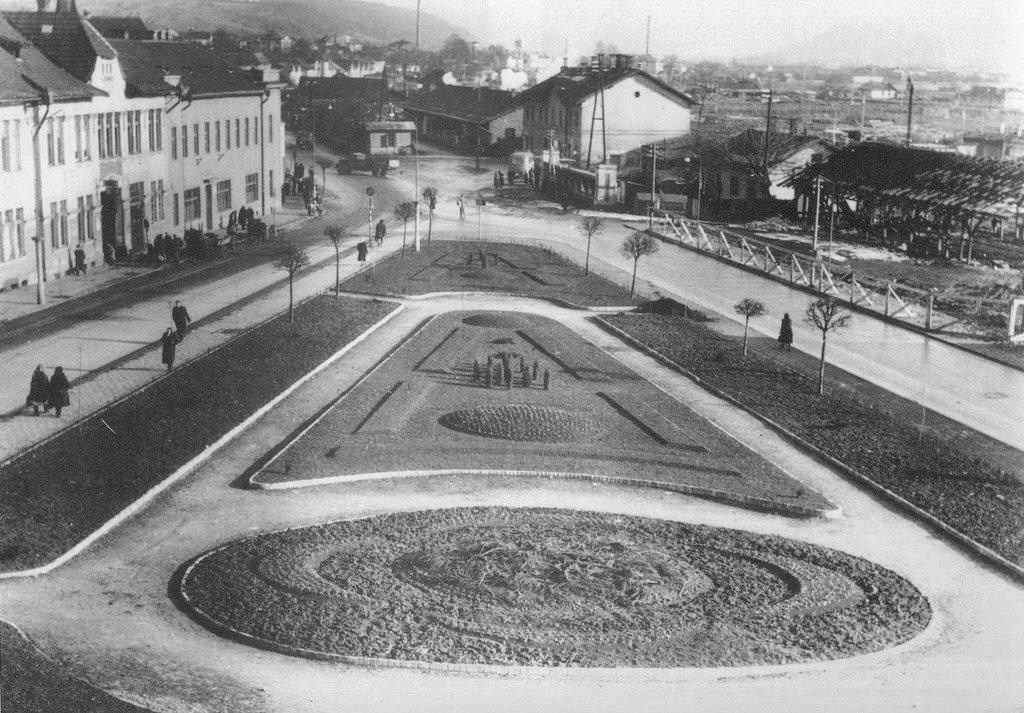
Trojúhelníkový parčík před poliklinikou v Banské Bystrici v roce 1956. V pozadí po pravé straně jsou vidět ještě stojící budovy původní železniční stanice.

Od srpna 2005 do listopadu 2006 probíhala ve stanici instalace nového staničního zabezpečovacího zařízení typu ESA 11. Elektrizace tratě od Zvolena až do této stanice proběhla od listopadu 2004 do března 2007. Podle plánů z ledna 2013 měla být stanice bezbariérově propojena s novým Terminal Shopping Center, které mělo vzniknout na místě autobusového nádraží do září 2013.